# Ali Hallab
Ali Hallab (Les Mureaux, 4 de abril de 1981) es un deportista francés que compitió en boxeo.
Ganó una medalla de bronce en el Campeonato Mundial de Boxeo Aficionado de 2005 y dos medallas en el Campeonato Europeo de Boxeo Aficionado, plata en 2004 y bronce en 2002.
En marzo de 2009 disputó su primera pelea como profesional. En su carrera profesional tuvo en total 17 combates, con un registro de 16 victorias y un empate.

## Palmarés internacional
| Campeonato Mundial | Campeonato Mundial | Campeonato Mundial | Campeonato Mundial |
| Año                | Lugar              | Medalla            | Categoría          |
| ------------------ | ------------------ | ------------------ | ------------------ |
| 2005               | Mianyang (China)   | Medalla de bronce  | 54 kg              |
| Campeonato Europeo |                    |                    |                    |
| Año                | Lugar              | Medalla            | Categoría          |
| 2002               | Perm (Rusia)       | Medalla de bronce  | 54 kg              |
| 2004               | Pula (Croacia)     | Medalla de plata   | 54 kg              |